# Valea Cășeielului
Valea Cășeielului – wieś w Rumunii, w okręgu Kluż, w gminie Chiuiești. W 2011 roku liczyła 97 mieszkańców.